# حس تنهایی
حس تنهایی نام آلبومی استودیویی از ابی است که در ۲۷ اسفند ۱۳۸۹ برابر با ۱۸ مارس ۲۰۱۱ توسط آونگ موزیک منتشر شد. این آلبوم شامل یازده قطعه است که قطعه‌های تصمیم و نوازش پیش‌تر منتشر شده بود.

## فهرست آهنگ‌ها
| #  | نام ترانه   | ترانه‌سرا       | آهنگساز       | تنظیم‌کننده    | مدت آهنگ (دقیقه) |
| -- | ----------- | -------------- | ------------- | ------------- | ---------------- |
| ۱  | یه عاشق     | بابک روزبه     | شوبرت آواکیان | شوبرت آواکیان | ۴:۴۴             |
| ۲  | حس تنهایی   | بابک روزبه     | شوبرت آواکیان | شوبرت آواکیان | ۳:۱۶             |
| ۳  | بدبین       | مونا برزویی    | شادمهر عقیلی  | محمد ناهیدی   | ۳:۳۹             |
| ۴  | عاشقانه     | اهورا ایمان    | بابک بیات     | شهرام آذر     | ۴:۲۵             |
| ۵  | خدا با ماست | افشین مقدم     | شوبرت آواکیان | شوبرت آواکیان | ۴:۳۷             |
| ۶  | یه روزی     | پویان مقدسی    | شوبرت آواکیان | شوبرت آواکیان | ۳:۱۹             |
| ۷  | نوازش       | سروش دادخواه   | شادمهر عقیلی  | آندرانیک      | ۳:۵۲             |
| ۸  | بغض و بارون | بابک روزبه     | شوبرت آواکیان | شوبرت آواکیان | ۳:۳۶             |
| ۹  | پلک         | افشین مقدم     | شوبرت آواکیان | شوبرت آواکیان | ۳:۵۷             |
| ۱۰ | جهان بینی   | مهیار کاظم‌زاده | آندرانیک      | آندرانیک      | ۴:۳۹             |
| ۱۱ | تصمیم       | افشین مقدم     | شوبرت آواکیان | شوبرت آواکیان | ۳:۵۹             |